# Tatra T2
Tatra Т2 (укр. Татра Т2) — односторонній односекційний трамвайний вагон, що серійно випускався підприємством «ČKD Tatra» з 1955 по 1962 роки.
Два перші прототипи Tatra T2 проходили тестування у Празі у 1955 році під реєстраційними номерами 6001 та 6002. Вже у 1958 році всі трамвайні міста Чехословаччини були забезпечені першими серійними вагонами. Винятком стала лише мережі в Яблонці, де велася дискусія щодо збереження вузької (1000 мм) колії, і у Празі, для якої ці вагони були визнані надто широкими.
Трамваї T2 були надійніші за своїх попередників — Т1. Останні екземпляри були виведені з експлуатації в 1980-х, а в Ліберці два модернізовані вагони Т2 працювали на лінії до лютого 2019 року. До сьогодні декілька Tatra Т2 експонуються в музеях. В 1960-х деякі вагони Т1 були перероблені у Tatra Т3.

## Модифікації

### Tatra Т2SU
В Чехословаччині, країні, де виготовлялися Tatra T2, експлуатувалися вагони першої модифікації, «Tatra Т2». Вагони Т2 поставлялися також у Радянський Союз, проте вони були модифіковані і отримали назву «Tatra Т2SU» («Tatra T2 Soviet Union» (укр. Татра Т2 Радянський Союз).
Від чехословацького варіанта вони відрізнялися меншою кількістю дверей (2 замість 3). Радянська система контролю і збору оплати за проїзд передбачала посадку пасажирів через задні двері для обов'язкового обілечування, а середні двері, на думку чиновників, відкривали широкий простір для безквиткового проїзду. У зв'язку з цим T2SU партій для СРСР не мали середніх дверей, але перші вагони, поставлені в Ленінград, а також вагони першої партії для Ростова-на-Дону, Самари та Єкатеринбурга були тридверними. Також T2SU були обладнані кращою системою опалення, ніж T2.
Останні T2SU були виведені з експлуатації в кінці 1980-х років. Всього в Радянський Союз було поставлено 380 таких вагонів. У Києві майже всі T2SU на початку 1970-х були перероблені під дві фари.

### Tatra T2R
У 1970-х-1980-х роках 112 вагонів Tatra T2 були перероблені в Tatra T2R. Модернізація полягала в капітальному ремонті електрообладнання та деяких змінах у кузові трамвая. Ці дії дозволили деяким Tatra T2R експлуатувалися до 1990-х років. Два вагони Tatra T2R додатково модернізувалися на початку 2000-х, і досі працюють на маршруті 23 у Празі. Також в Брно, Лібереці та Остраві 4 інших T2R використовуються, як службові вагони.

## Експлуатація

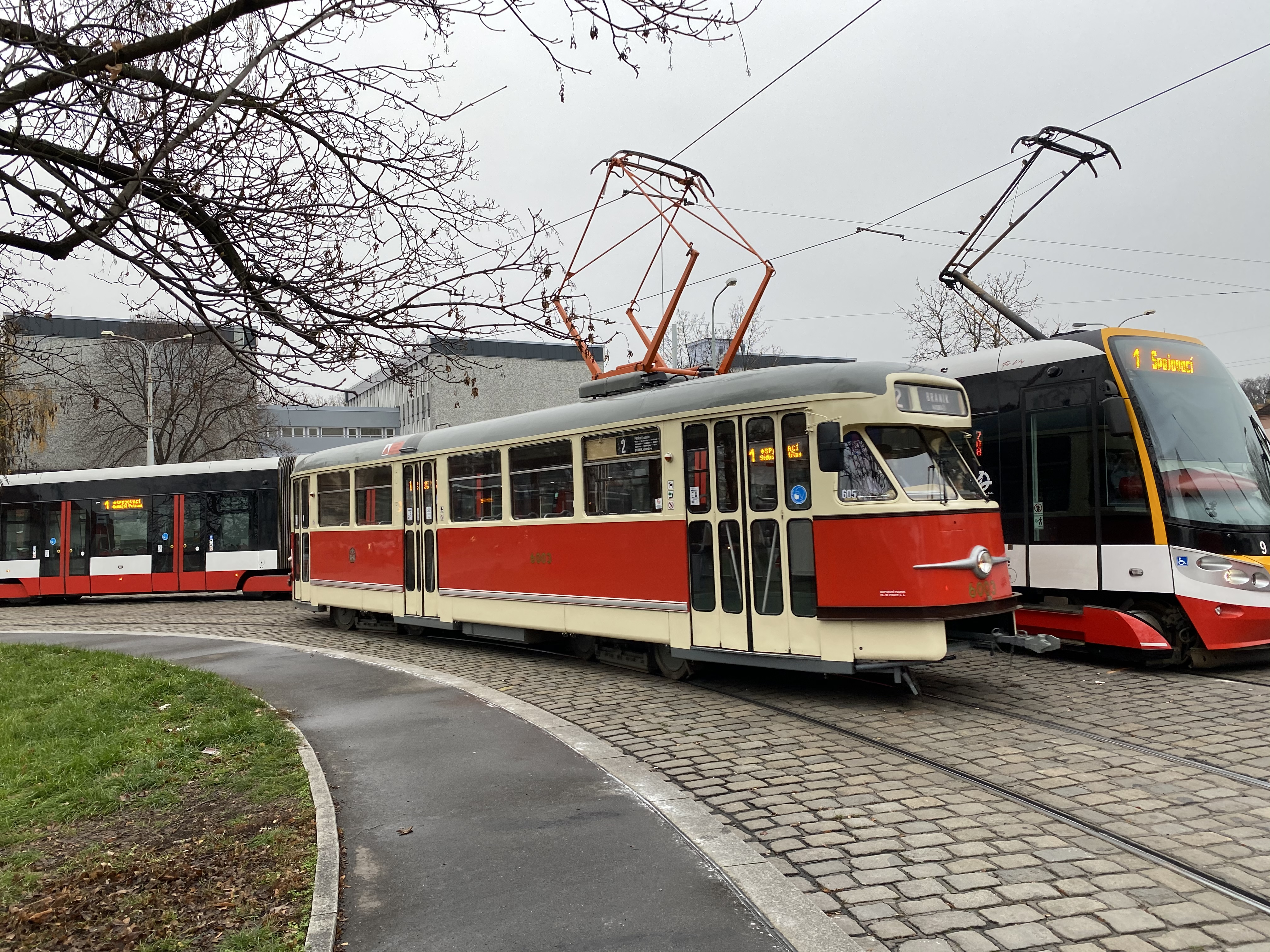
Tatra T2 в Празі

В таблиці подані дані щодо заводських поставок вагонів. Подальші купівлі-продажі/передання вагонів між містами в таблиці не відображені.
Два петербурзькі вагони у 1965 році були передані в Волзький.

## У кіно
У фільмі «Приходьте завтра», Фрося Бурлакова у трамваї зустрічає скульптора Миколу Васильовича. Цю сцену знімали в трамваї «Tatra T2», трамвай показано зовні, і показано салон трамвая.
У фільмі «Мегре та невірний свідок» (серіал, 25-а серія, 1997 року) Tatra T2 показано у русі та в депо.

## Світлини

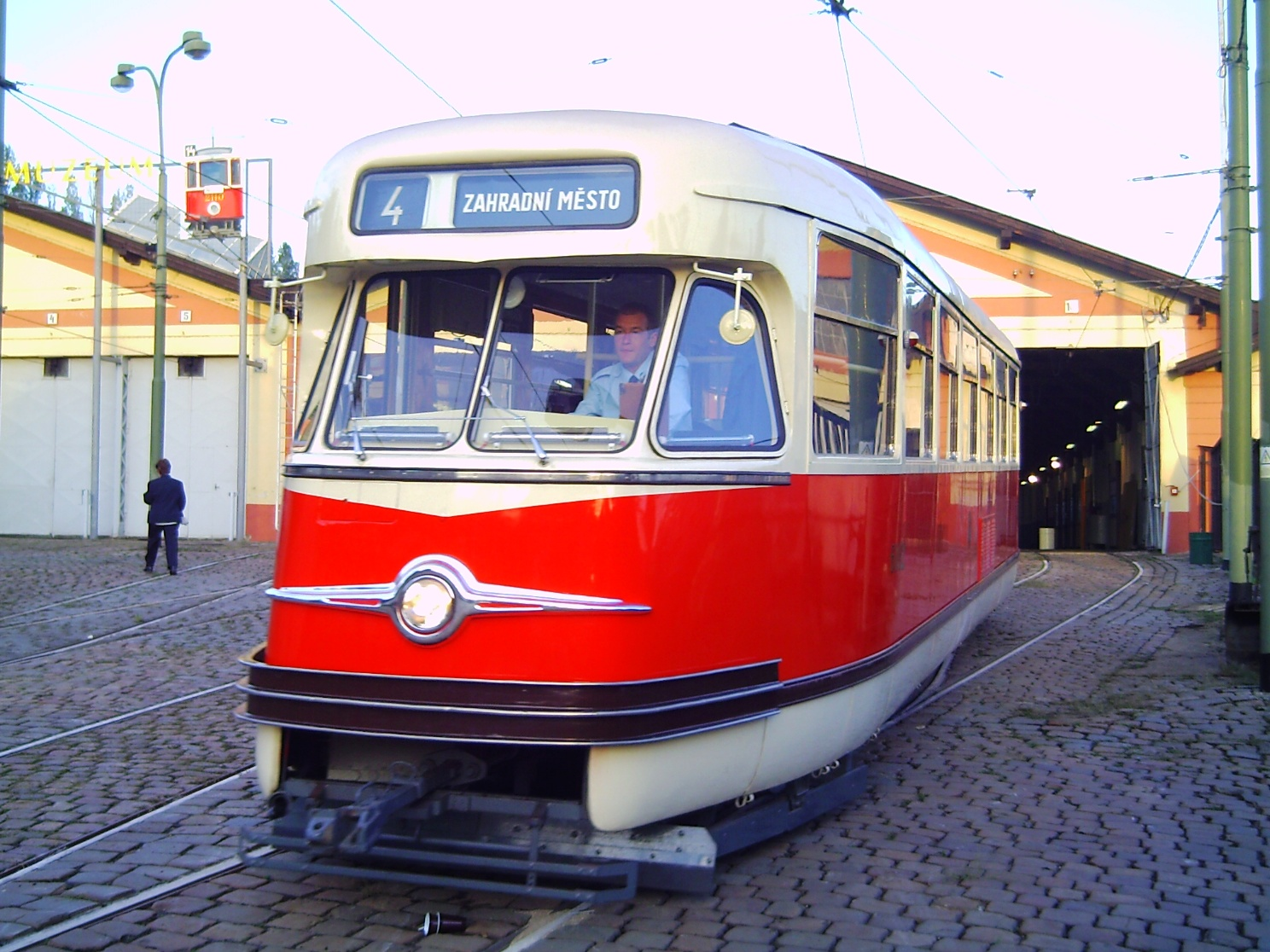
Tatra T2 в Празі
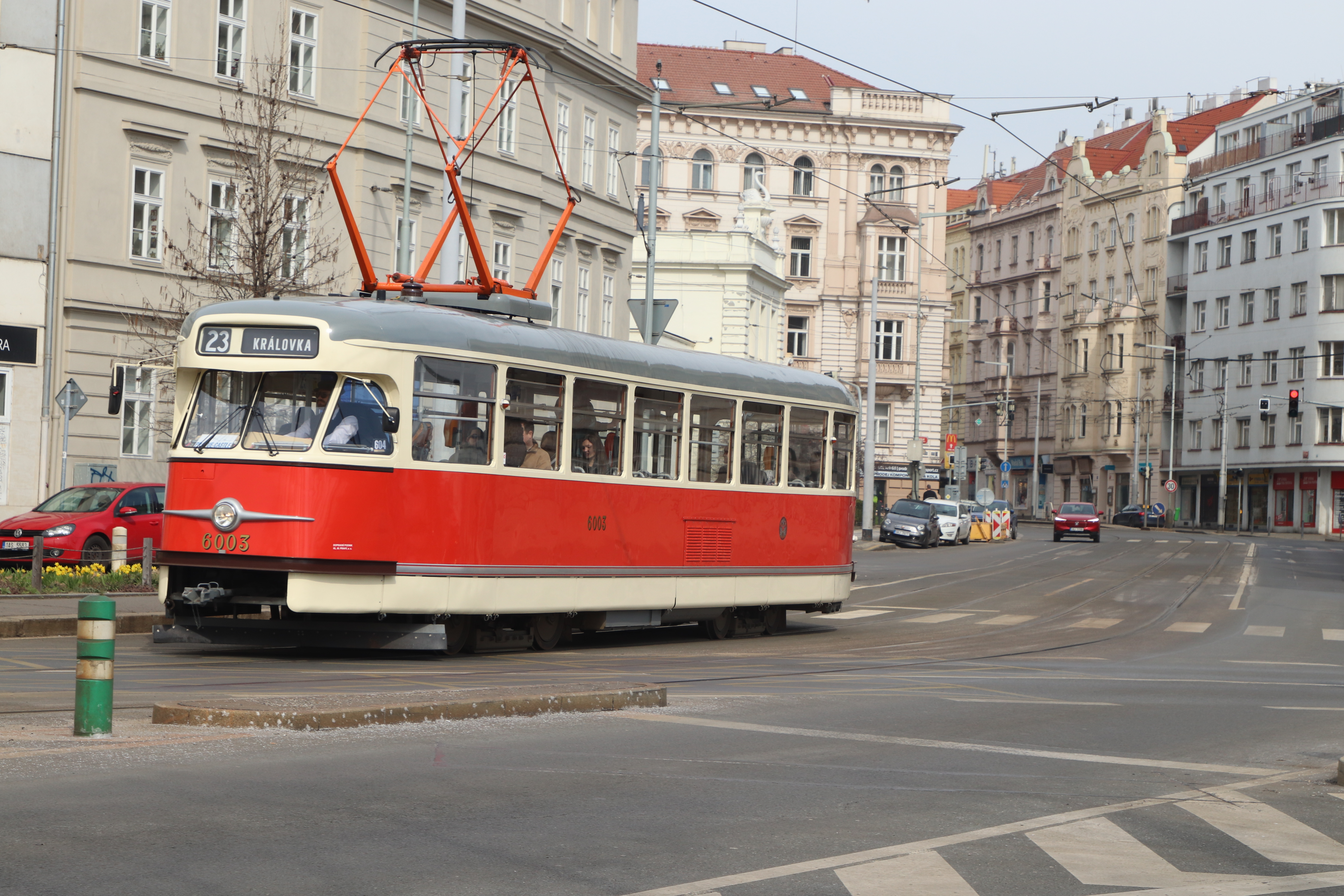
Tatra T2 в Празі
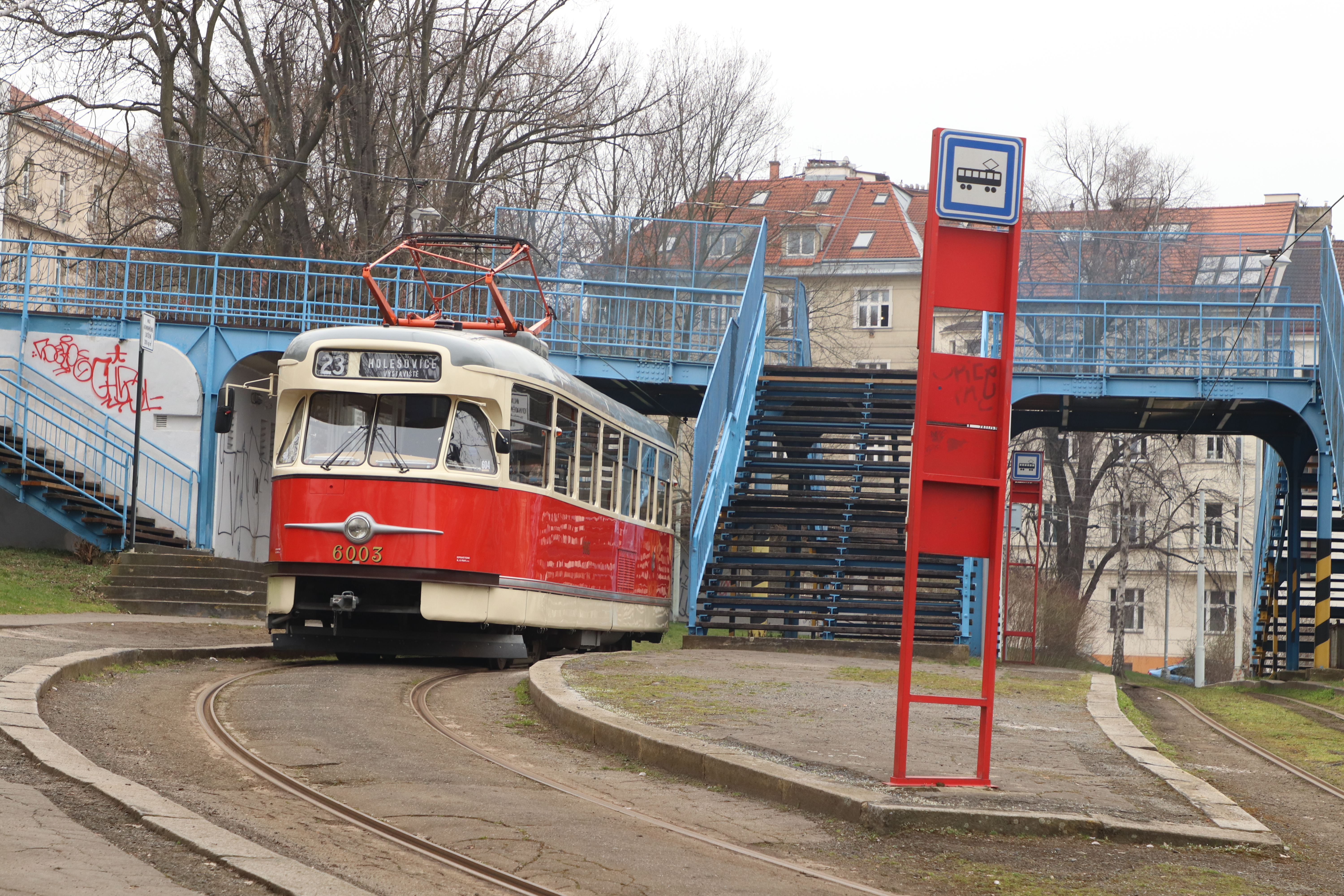
Tatra T2 в Празі
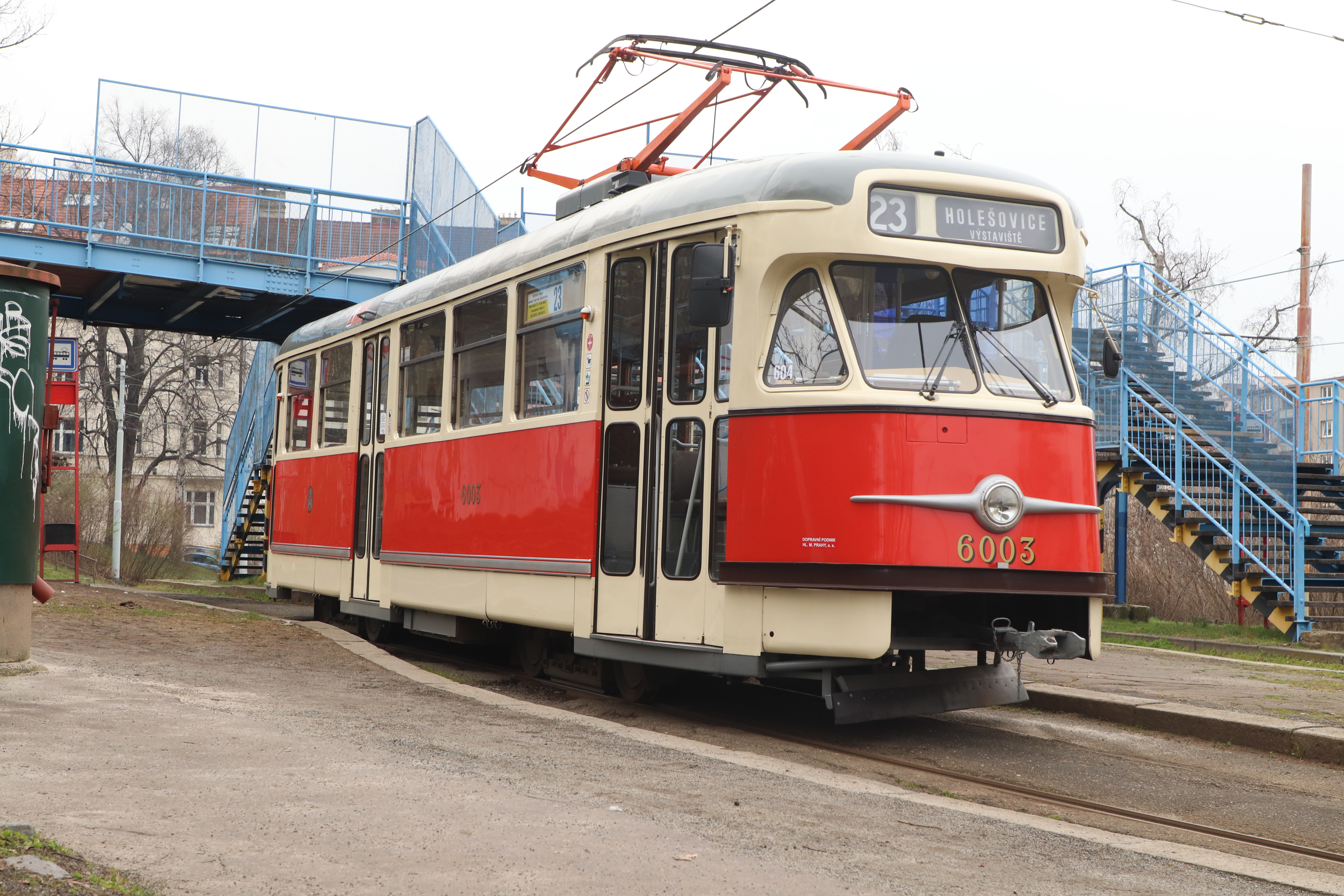
Tatra T2 в Празі
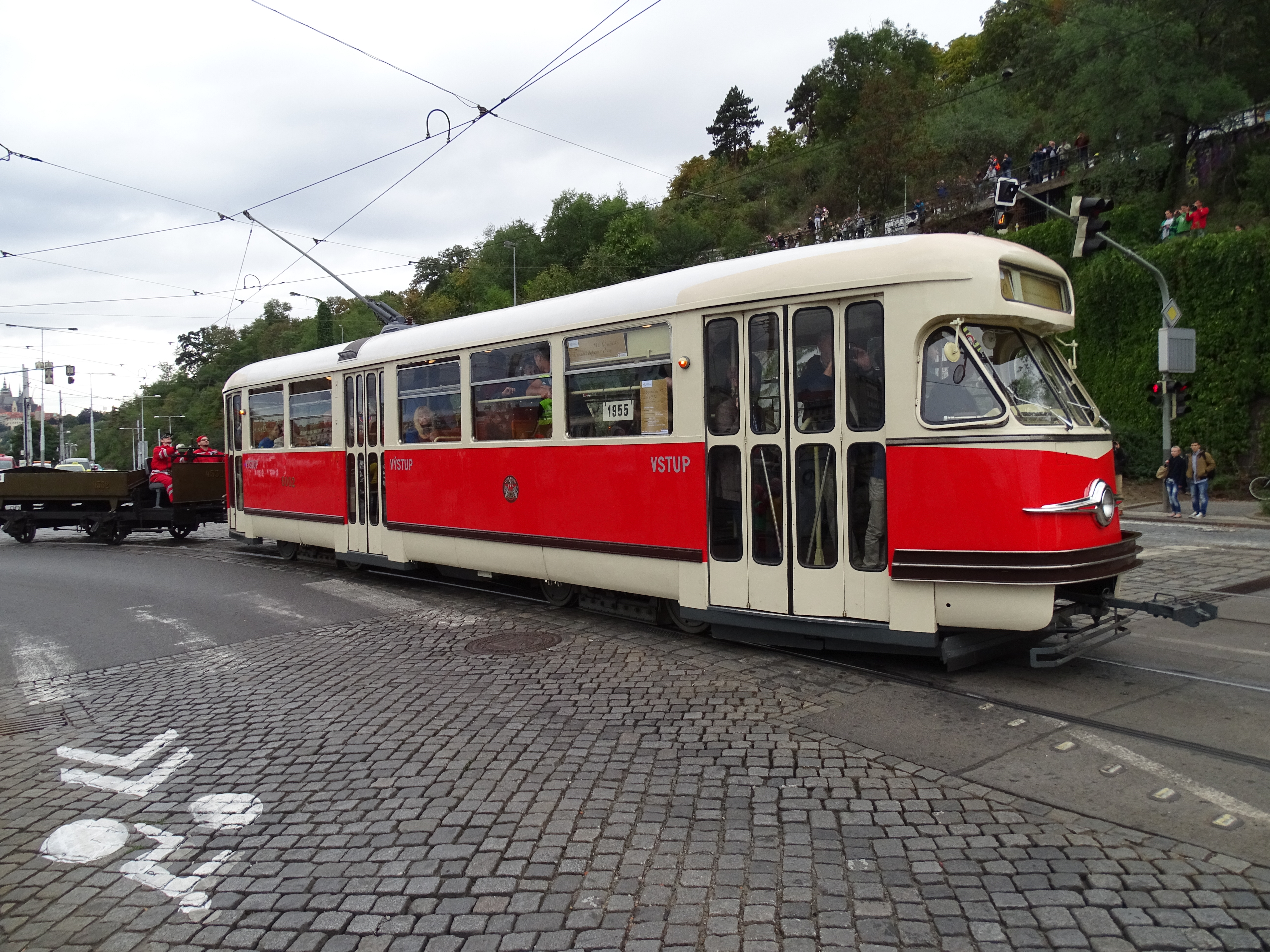
Tatra T2 в Празі
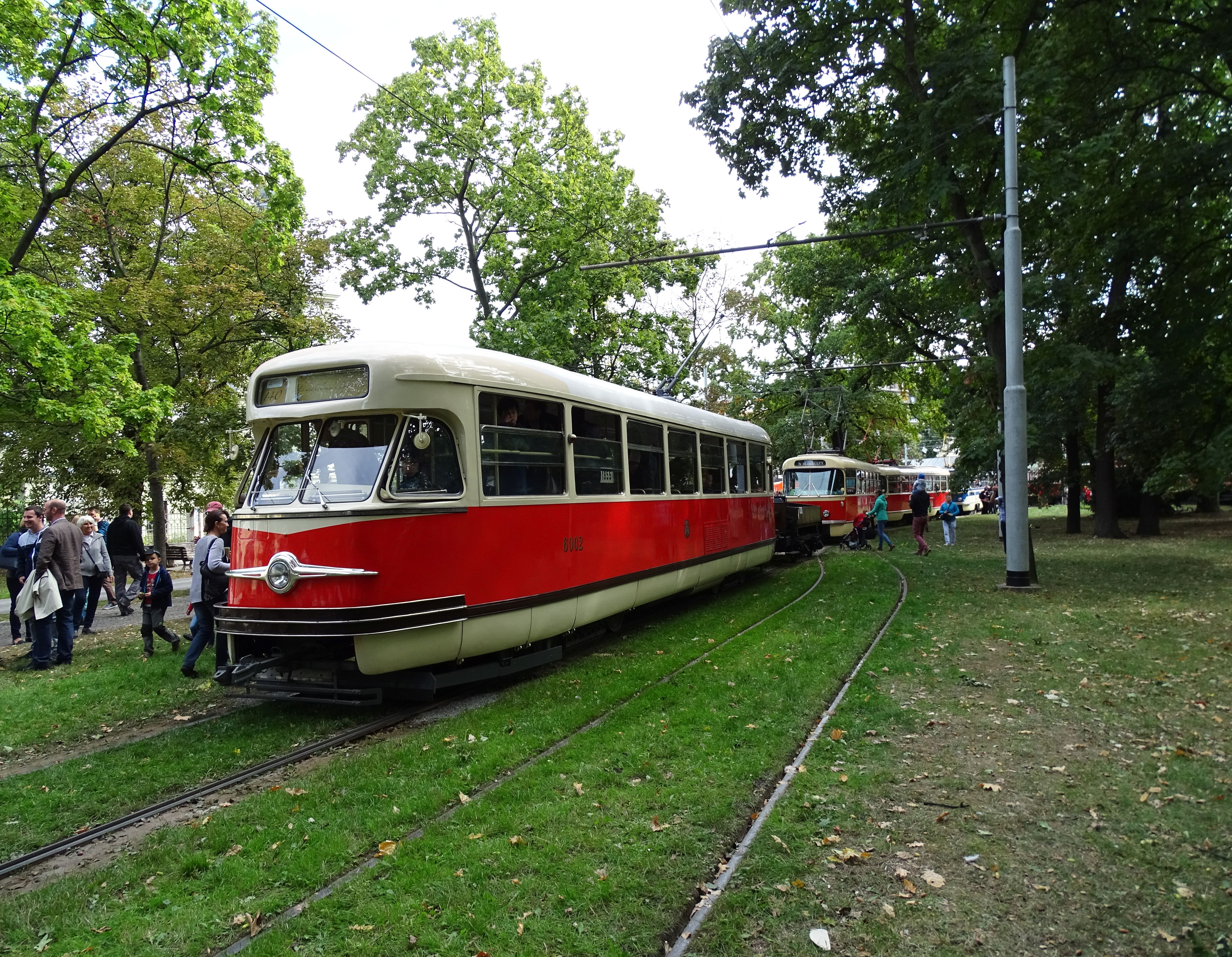
Tatra T2 в Празі
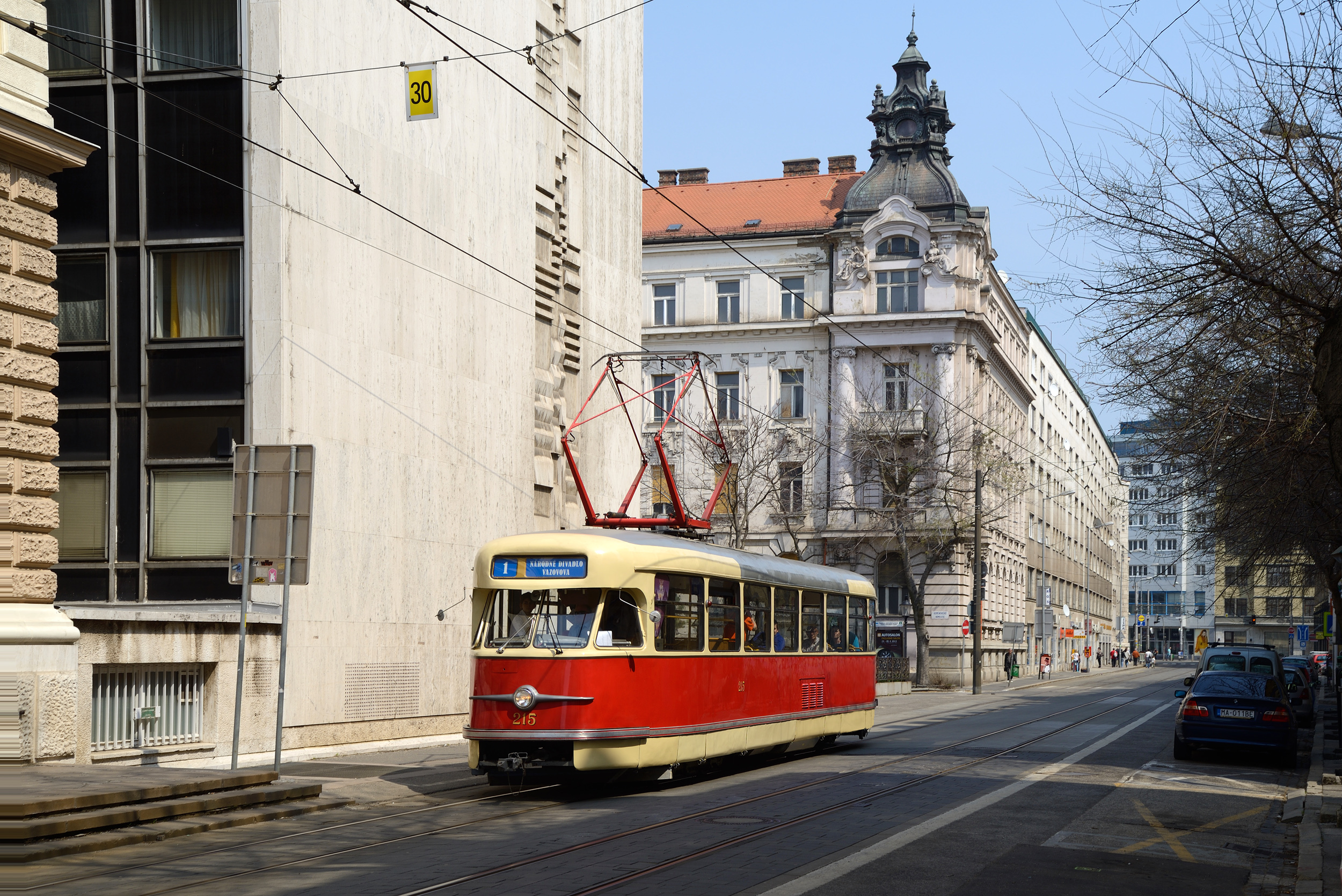
Tatra T2 в Братиславі
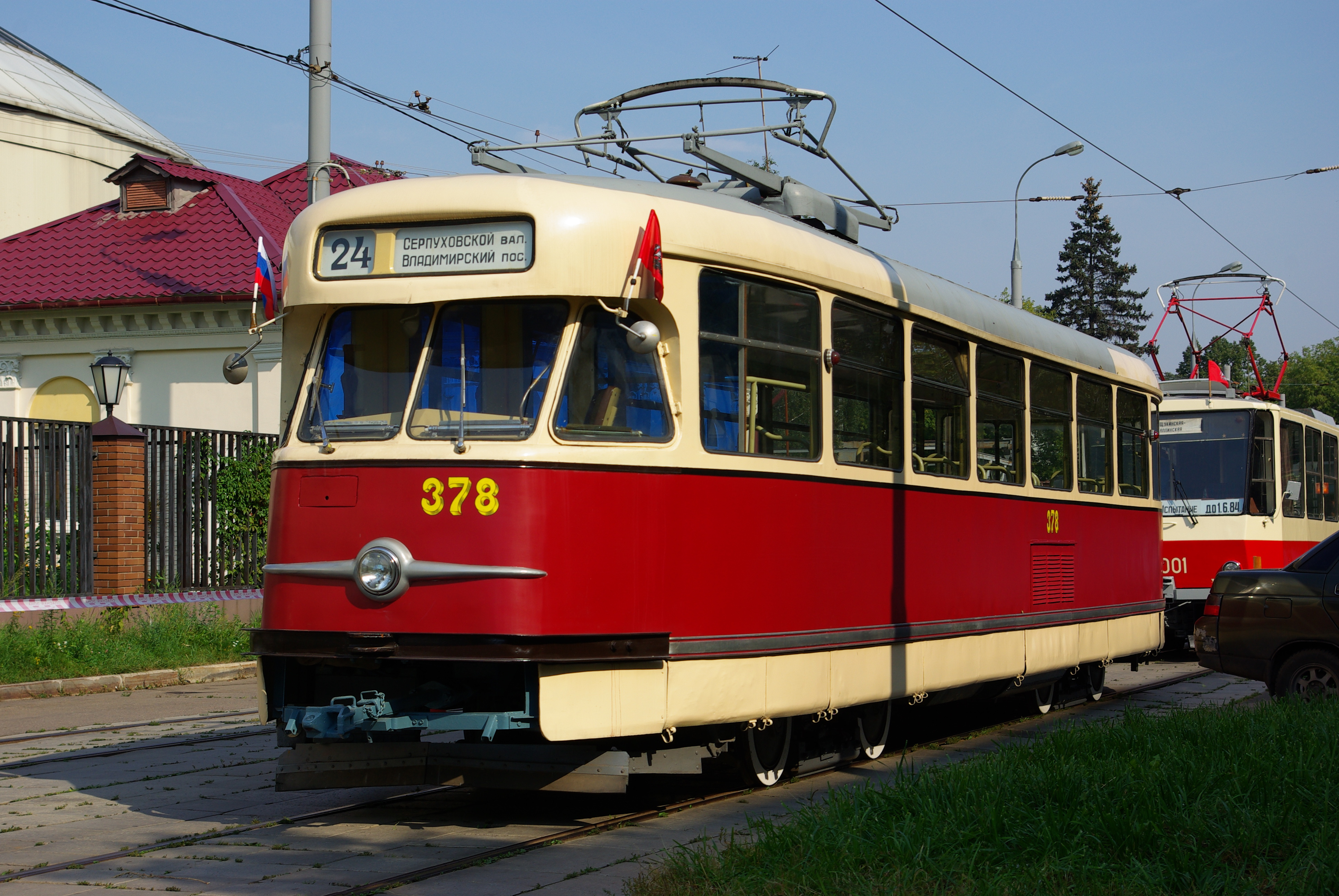
Tatra T2 в Москві
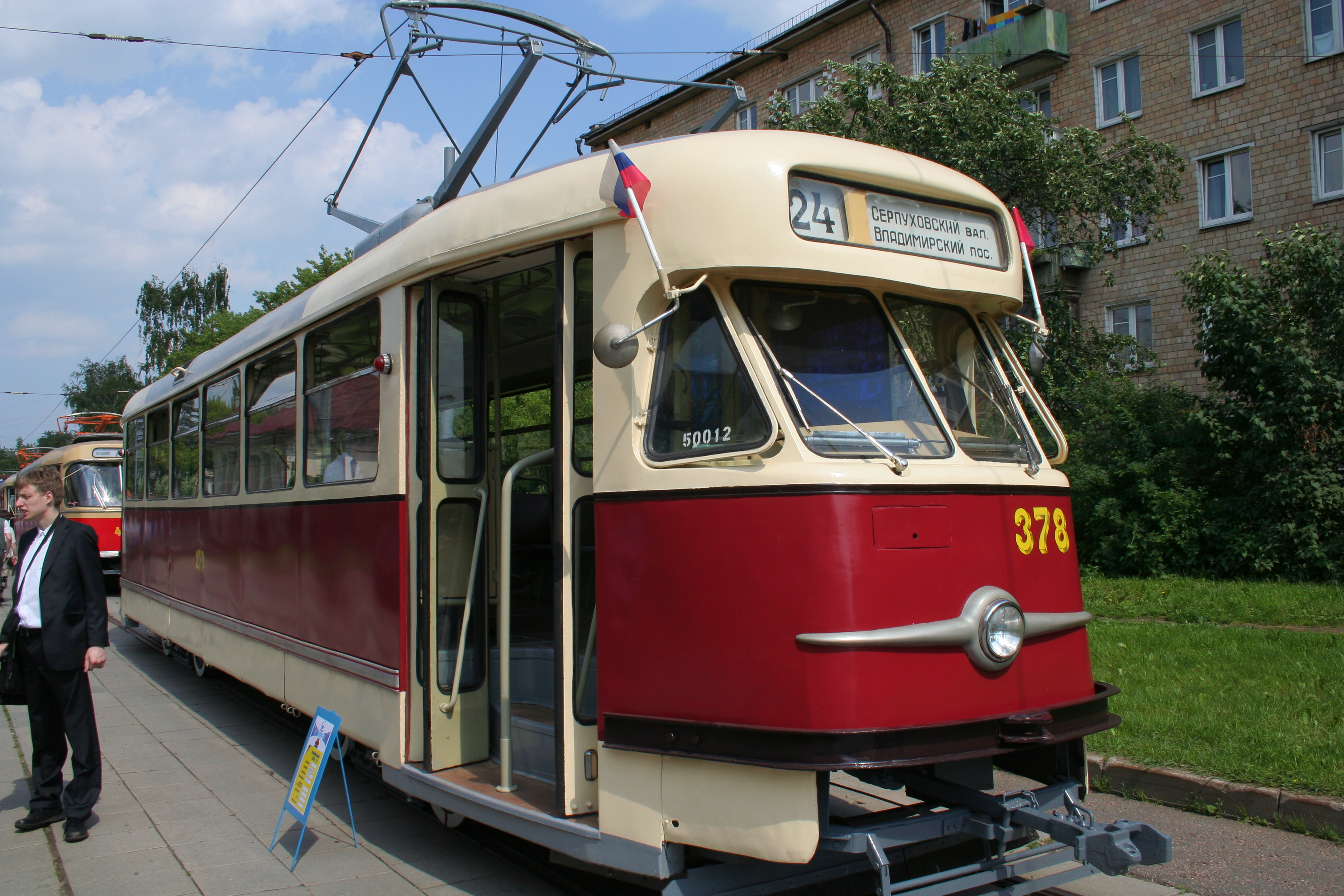
Tatra T2 в Москві
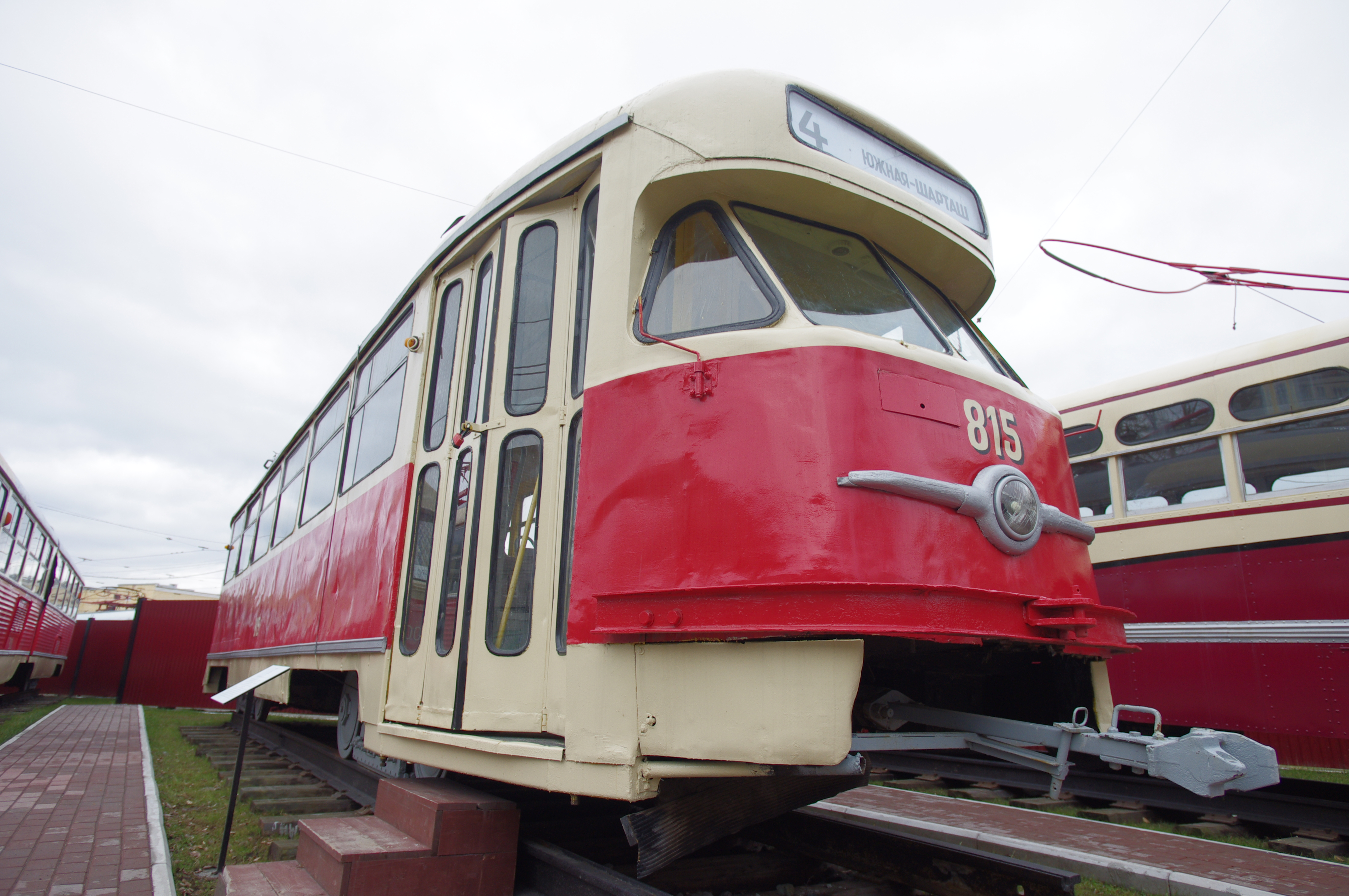
Tatra T2 в Єкатеринбурзі
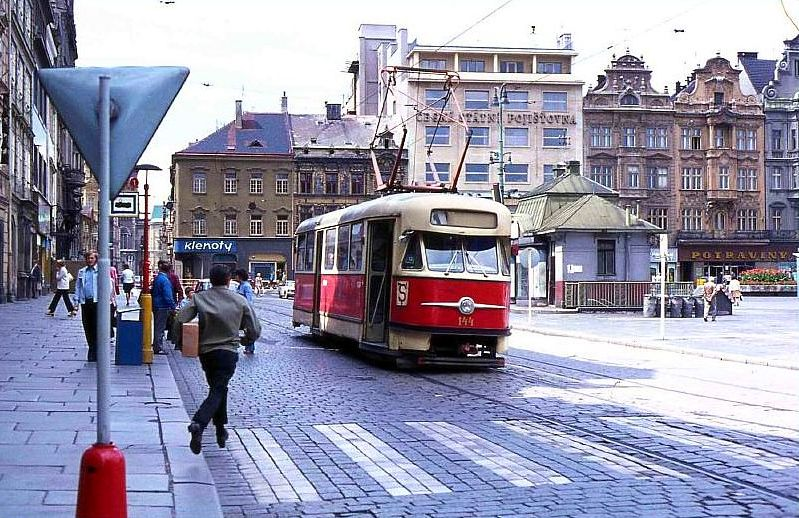
Tatra T2 в Пльзені
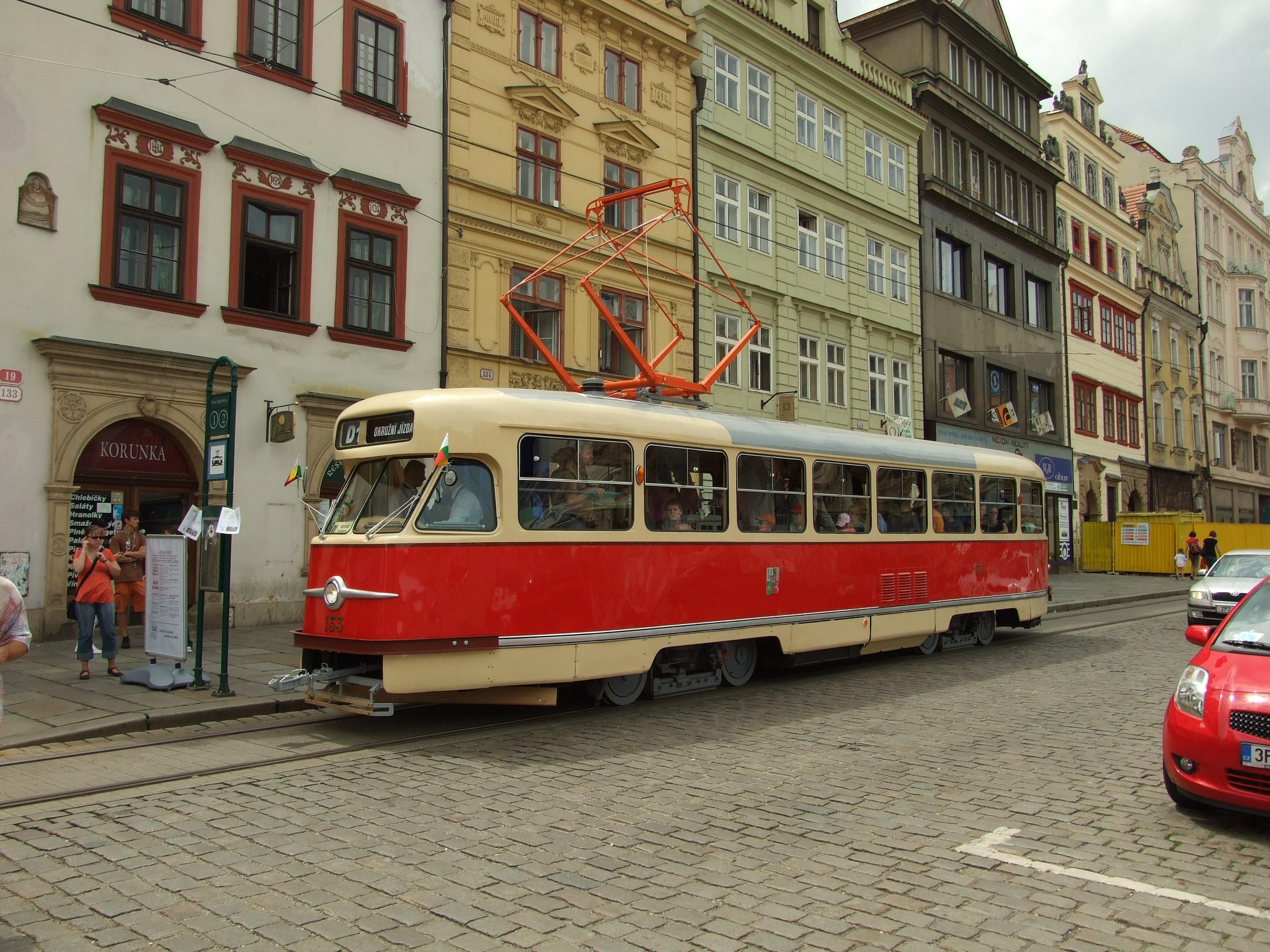
Tatra T2 в Пльзені
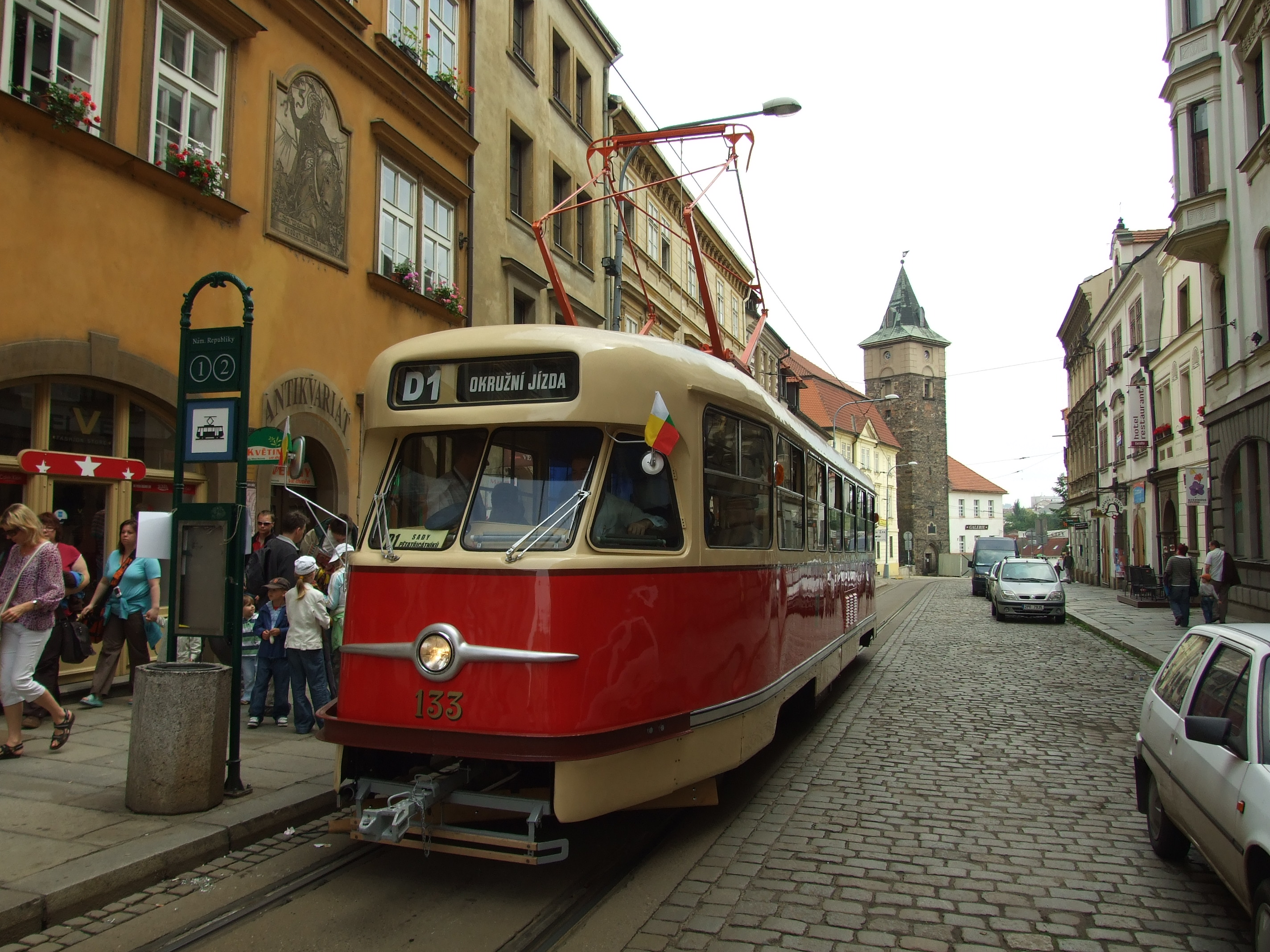
Tatra T2 в Пльзені
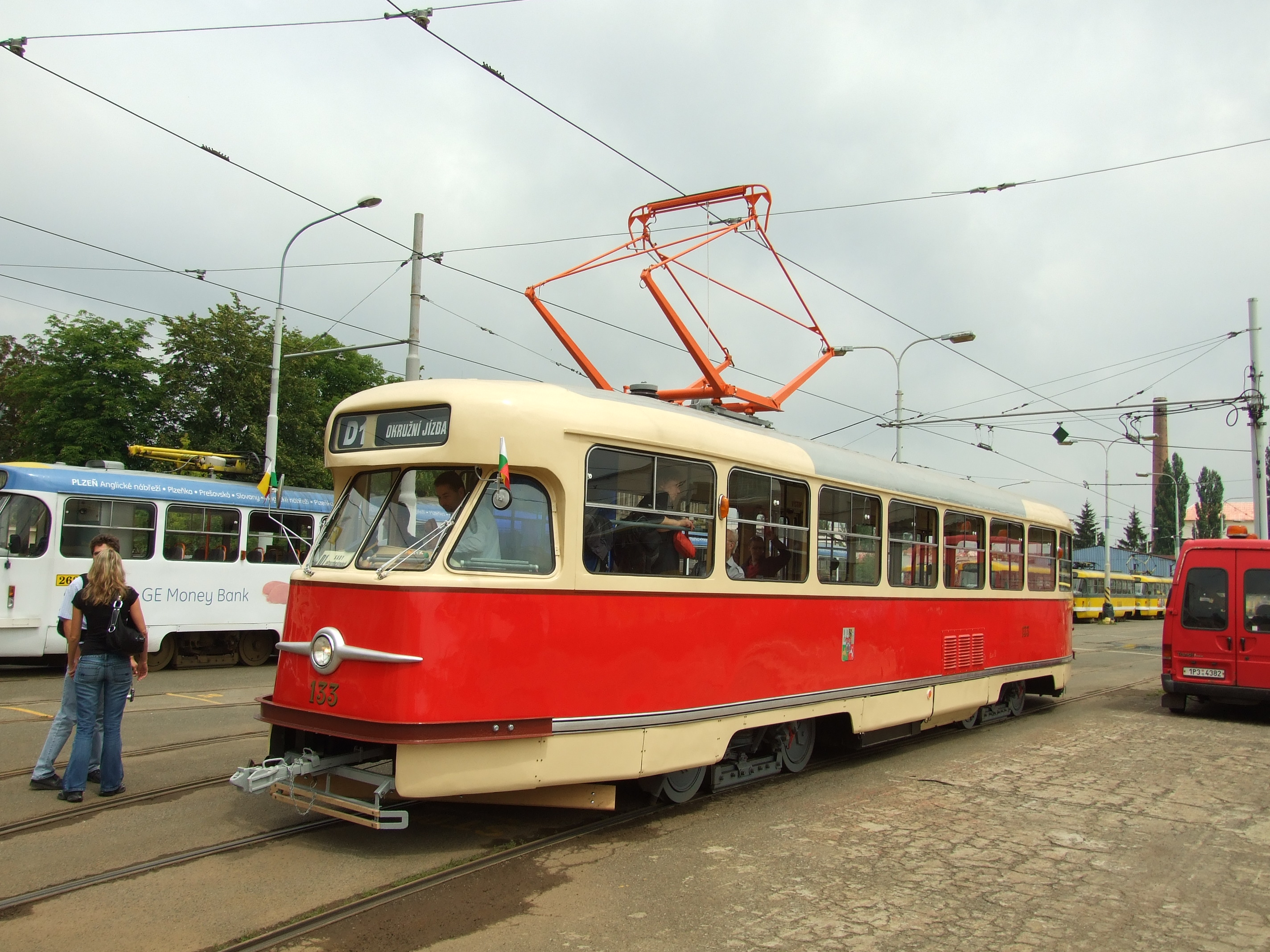
Tatra T2 в Пльзені
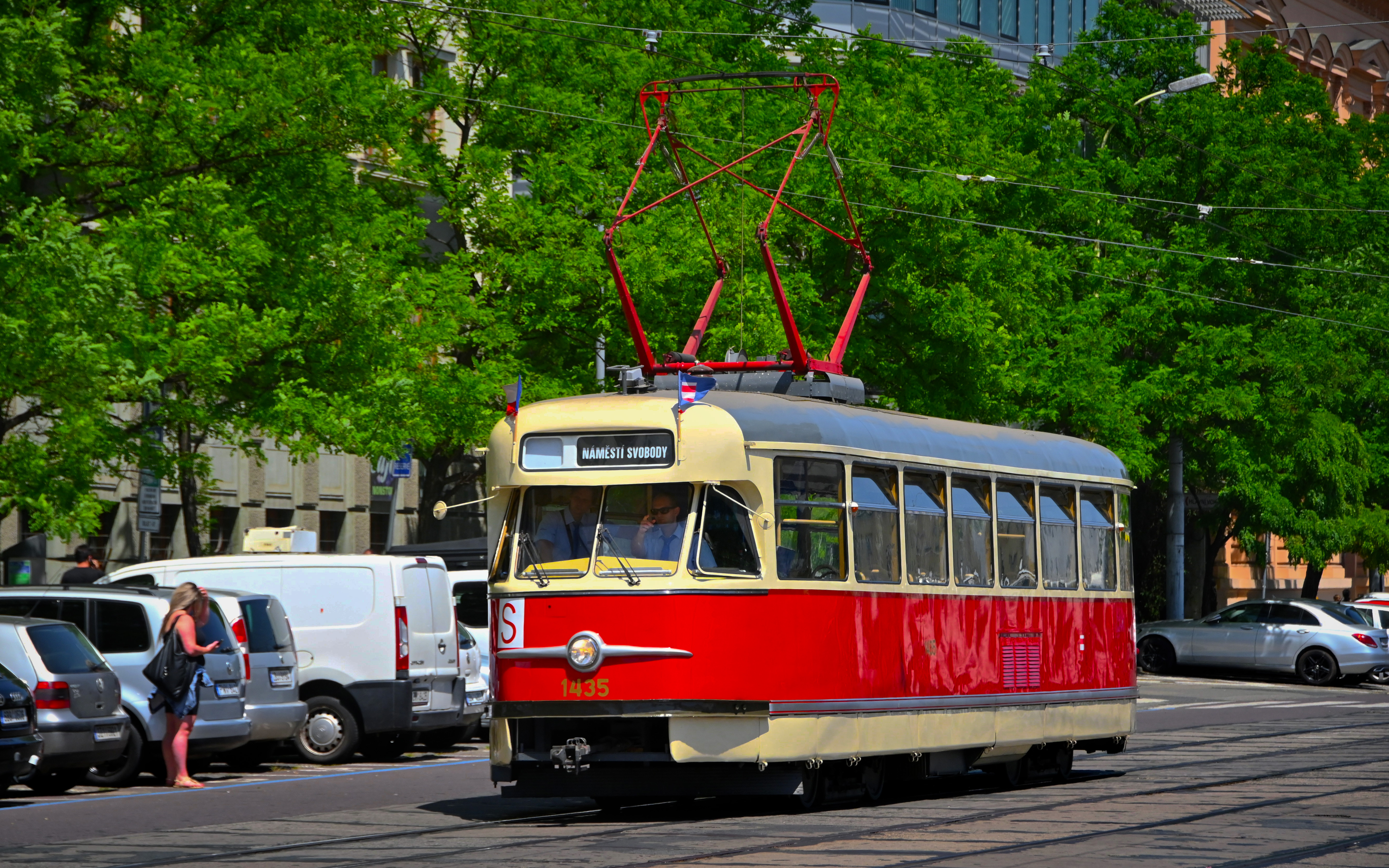
Tatra T2 в Брно
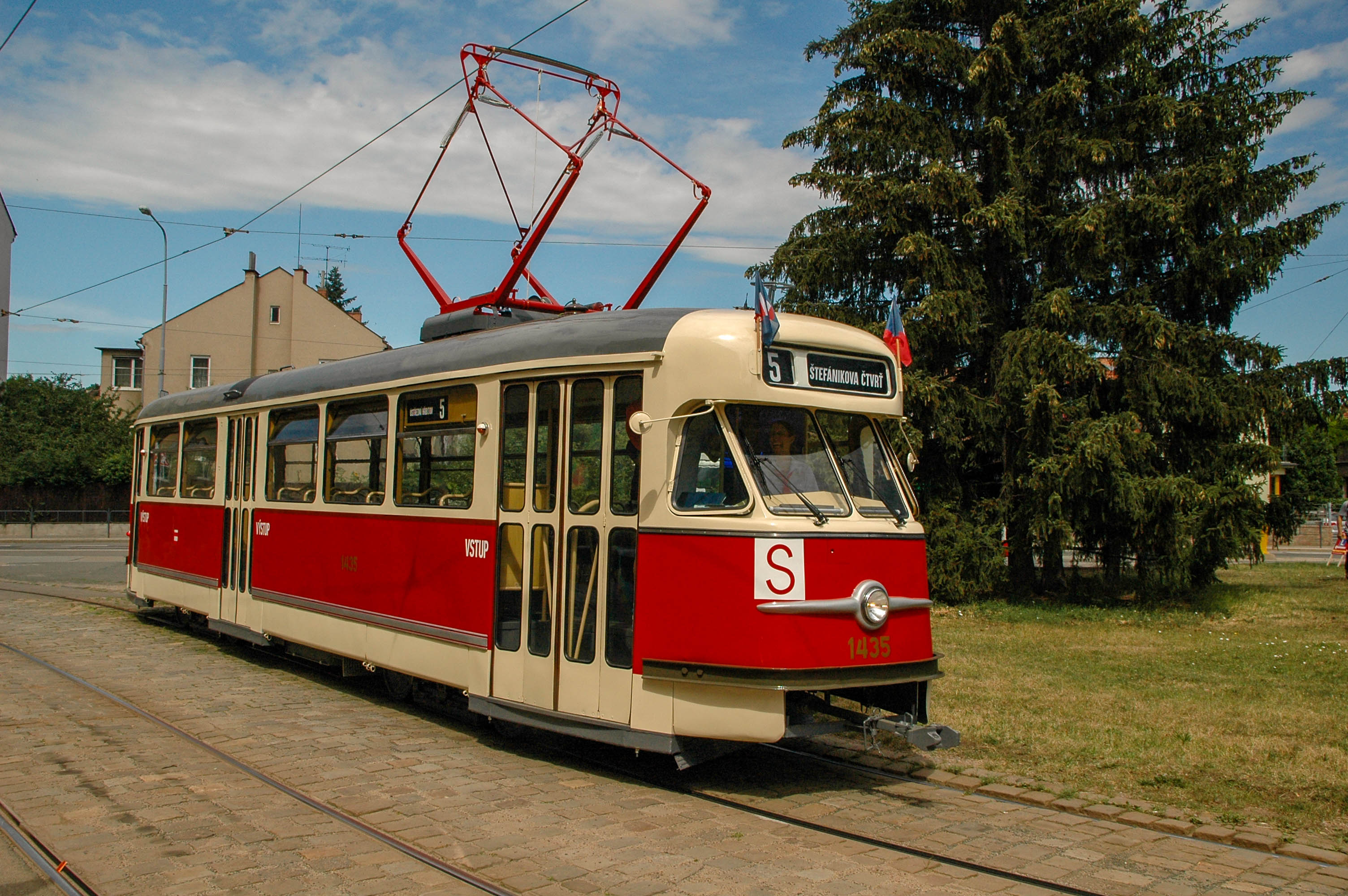
Tatra T2 в Брно
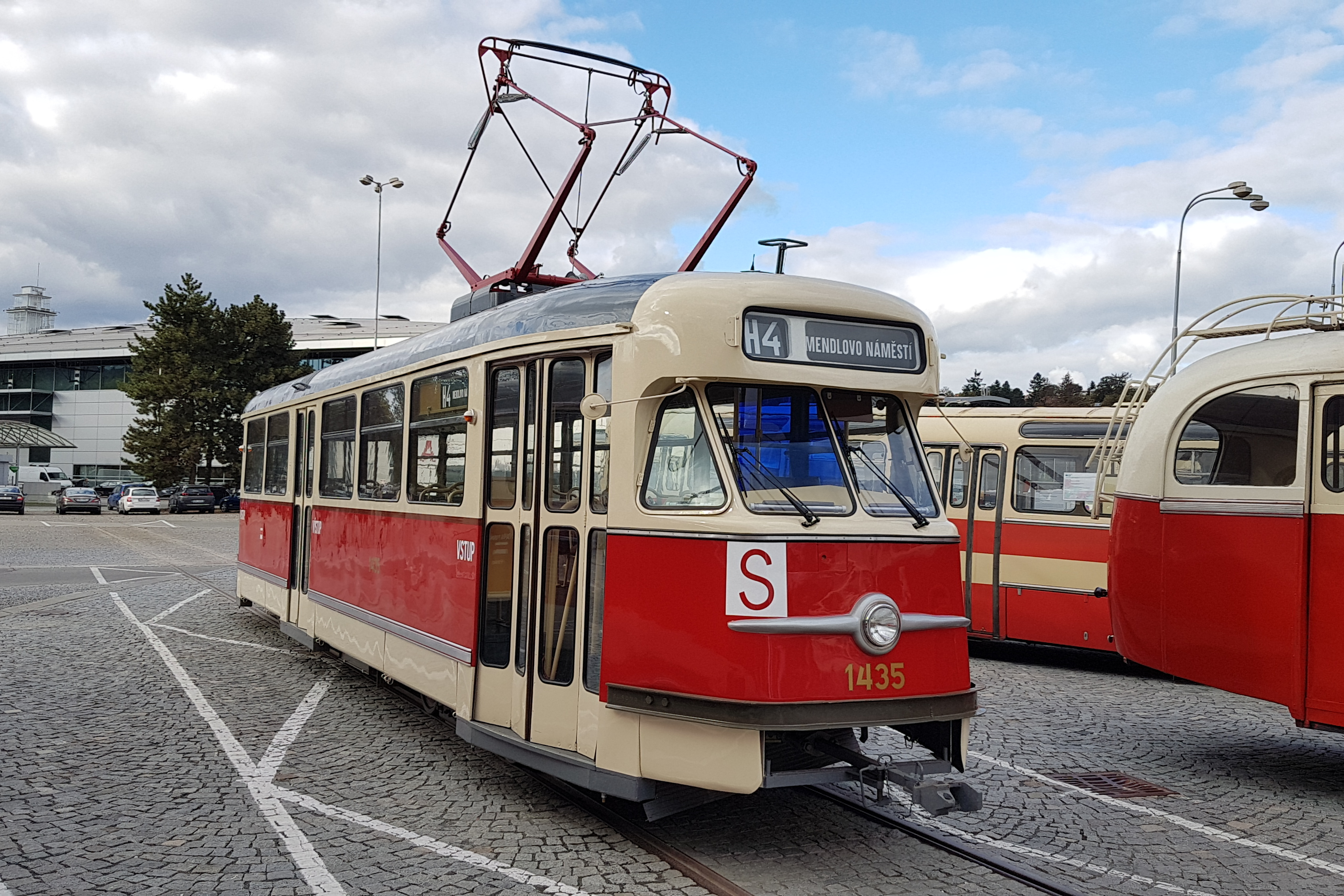
Tatra T2 в Брно